# Przypadki Zwierzo-Jeża
Przypadki Zwierzo-Jeża – serial animowany produkcji polskiej zrealizowany w latach 1995-1997.

## Spis odcinków
1. Po drugiej stronie 

2. Wodne igraszki 

3. Jego wysokość 

4. Dziura w całym 

5. Więcej światła 

6. Po nitce do kłębka 

7. Źródło czasu 

8. Nie do pary 

9. Gwizdka z nieba 

10. Duże jest piękne 

11. Kto czyta nie błądzi 

12. Niezłe ziółko 

13. Wiosenne początki 